# The Tomorrow War
The Tomorrow War (título original e português europeu) ou A Guerra do Amanhã (português brasileiro) é um filme de ação e ficção científica estadunidense dirigido por Chris McKay e escrito por Zach Dean. É estrelado por Chris Pratt, Yvonne Strahovski, J. K. Simmons, Betty Gilpin, Sam Richardson, Edwin Hodge, Jasmine Mathews, Ryan Kiera Armstrong e Keith Powers. O filme segue a jornada de civis enviados ao futuro para lutar contra um exército alienígena.
Originalmente planejado para lançamento nos cinemas pela Paramount Pictures, os direitos de distribuição do filme foram adquiridos pela Amazon Studios devido à pandemia global de COVID-19. O filme foi lançado em 2 de julho de 2021 na plataforma de streaming Amazon Prime Video. A Guerra do Amanhã recebeu críticas mistas dos críticos, com elogios ao conceito, ação e performances (particularmente de Pratt), mas críticas voltadas para sua execução derivada.

## Enredo
Em dezembro de 2022, o professor de biologia e ex-Boina Verde Dan Forester não consegue um emprego em um prestigioso centro de pesquisa. Enquanto assistia à Copa do Mundo, soldados do ano de 2051 chegam para avisar que a humanidade está à beira da extinção devido a uma guerra com invasores alienígenas conhecidos como "Garras Brancas". Os Garras Brancas chegarão em novembro de 2048 e matarão a maioria da humanidade três anos depois. Em resposta, os militares do mundo são enviados para o futuro por meio de um dispositivo de buraco de minhoca chamado "Jumplink", mas menos de 30% sobrevivem à implantação para retornar em 7 dias, gerando um recrutamento internacional.
Dan recebe um aviso de que foi convocado e se reporta ao treinamento básico com outros convocados. Dan deduz com seu colega Charlie que, para evitar um paradoxo, os convocados já morreram antes do início da guerra. Os recrutas são enviados a tempo para um campo de batalha em Miami Beach, mas poucos sobrevivem, tendo caído acidentalmente bem acima da cidade. A comandante de campo, coronel Forester, ordena que os recrutas resgatem o pessoal do laboratório nas proximidades antes que a área seja esterilizada. Eles descobrem que o pessoal do laboratório já está morto, mas recuperam sua pesquisa. Dan fala pelo rádio sobre a situação e é informado de que nenhuma ajuda será enviada para resgatar as tropas presas. Quase todo mundo morre, exceto Charlie, Dan e um soldado chamado Dorian.
Os sobreviventes acordam em um acampamento militar na República Dominicana. Dan se apresenta a coronel Forester, que é sua filha Muri. Ela pede que ele a acompanhe em uma missão para capturar uma fêmea dos Garras Brancas, que são mais raras do que os machos normalmente encontrados. Eles viajam até o covil subterrâneo dos Garras Brancas e conseguem prender a fêmea, mas centenas de machos aparecem. Enquanto o helicóptero com a fêmea decola, Dan e Muri fogem para uma praia e esperam o resgate. Muri revela a Dan que, insatisfeito com sua vida após perder o emprego, ele abandonou sua família e morreu em um acidente de carro em 2030. Dan, Muri e a fêmea dos Garras Brancas são transportados para uma plataforma de petróleo fortificada perto de Port Nelson, Bahamas, onde o Jumplink está localizado. Muri cria uma toxina que pode matar os Garras Brancas, porém as criaturas atacam e invadem a base para libertar a fêmea, e Muri se sacrifica para enviar Dan de volta ao passado. Embora ele volte a 2023 com a toxina, o Jumplink é destruído. O mundo interpreta a destruição do Jumplink como um sinal de que a guerra futura está perdida.
Enquanto Dan fala suas experiências no futuro com sua esposa, Emmy, ela deduz que os Garras Brancas podem não ter chegado em 2048, mas vieram muito antes. Dan consulta Charlie e Martin e vão até um estudante do ensino médio com interesse em vulcões. Eles teorizam que os Garras Brancas estão na Terra pelo menos desde a "Erupção do Milênio" no ano de 946, e o aquecimento global durante os séculos os fizeram emergir debaixo das calotas polares em 2048. Dan lidera uma missão para a Rússia com Charlie, Dorian, alguns soldados sobreviventes do futuro e seu distante pai James para provar sua teoria. A equipe encontra uma nave alienígena acidentada na Geleira da Academia de Ciências na Ilha Komsomolets. Eles debatem sobre contar ao mundo sobre o problema, mas decidem acabar com a ameaça ali mesmo.
Uma vez lá dentro, eles percebem que os Garras Brancas não são os próprios alienígenas, mas sim organismos bio-projetados, possivelmente usados como uma arma de limpeza de planetas ou gado por outra raça alienígena. A equipe injeta a toxina em vários Garras Brancas que estavam adormecidos; isso mata os injetados, mas acorda os outros, e a maior parte da equipe é morta. Dorian, com uma doença terminal de câncer e querendo morrer em seus próprios termos, fica para trás para explodir a nave com um C-4, e a explosão mata todos, exceto um dos Garras Brancas. Dan e seu pai caçam e matam a única fêmea que escapou, deixando eles e Charlie como os únicos sobreviventes da equipe. Satisfeito por saber que a guerra foi evitada e a humanidade foi salva, Dan traz James para casa para encontrar sua esposa e filha, determinado a não cometer os mesmos erros sobre os quais Muri o havia alertado sobre seu futuro.

## Elenco
- Chris Pratt como James Daniel "Dan" Forester, um professor de biologia e ex-operador de  Boinas Verdes que serviu em 2 viagens no  Iraque
- Yvonne Strahovski como a Coronel Muri Forester, filha adulta de Dan e cientista militar
  - Ryan Kiera Armstrong como a jovem Muri Forester
- J. K. Simmons como James Forester, pai afastado de Dan, um sobrevivente anti-governo e veterano do  Vietnã
- Betty Gilpin como Emmy Forester, esposa de Dan e terapeuta de recrutas
- Sam Richardson como Charlie, um recruta com PhD em Ciências da Terra e Atmosféricas
- Edwin Hodge como Dorian, um recruta afetado pelo câncer em sua terceira missão
- Jasmine Mathews como o Tenente Hart, um futuro soldado que alertou o mundo sobre o próximo ataque durante a Copa do Mundo
- Keith Powers como Major Greenwood, diretor executivo de Muri
- Theo Von como Barney
- Mary Lynn Rajskub como Norah
- Seychelle Gabriel como Sargento Diaz
- Mike Mitchell como Cowan
- Seth Scenal como Martin, aluno de Dan

## Produção

### Desenvolvimento
Foi anunciado em fevereiro de 2019 que Chris Pratt estava em negociações para estrelar o filme (então conhecido como Ghost Draft) e que seria dirigido por Chris McKay. Em julho, Yvonne Strahovski foi escalada. J. K. Simmons, Betty Gilpin, Sam Richardson, Theo Von, Jasmine Mathews, Keith Powers foram escalados em agosto, com Mary Lynn Rajskub, Edwin Hodge e um elenco adicional se juntando em Setembro. O filme foi posteriormente renomeado para The Tomorrow War. O designer da criaturas alienígenas do filme foram projetadas por Ken Barthelmey.

### Filmagens
As filmagens começaram em 1 de setembro de 2019 em Lincolnton e Atlanta na Geórgia e na Islândia. O filme foi finalizado em 12 de janeiro de 2020.

## Lançamento
O filme foi inicialmente agendado para lançamento em 25 de dezembro de 2020 pela Paramount Pictures, mas devido à pandemia de COVID-19 foi remarcado para 23 de julho de 2021, tomando a data de lançamento de Mission: Impossible 7, e posteriormente retirado da programação novamente. Em janeiro de 2021, a Amazon Studios estava em negociações finais para adquirir o filme por cerca de US$ 200 milhões. Em abril de 2021, foi anunciado que a Amazon havia adquirido oficialmente o filme e o lançado no Amazon Prime Video ocorreu em 2 de julho de 2021.

## Recepção
No agregador de resenhas Rotten Tomatoes, o filme possui uma taxa de aprovação crítica de 53% com base em 133 resenhas. O consenso dos críticos do site diz: "Chris Pratt habilmente ancora esta aventura de ficção científica, mesmo que The Tomorrow War não permaneça na memória por muito mais tempo do que hoje." No Metacritic, o filme tem uma pontuação média ponderada de 45 de 100, com base em 31 críticos, indicando "críticas mistas ou médias".
Nick Allen da The Playlist deu ao filme um "B +", escrevendo que "filmes de grande sucesso costumam ser tão barulhentos e baseados em ação quanto The Tomorrow War, mas raramente são tão diversificados em tons ou tão deliciosamente selvagens quando se trata de entretenimento pessoal." Ele também o chamou de "ousado" e comparou o estilo de McKay ao de Michael Bay e Zack Snyder. Richard Roeper, do Chicago Sun-Times, deu ao filme 2 de 4 estrelas e escreveu: "The Tomorrow War é um esforço sério para trazer algo novo para o gênero de ação de viagem no tempo, mas este filme é um veículo de 2021 feito de peças de 2010, 1990 e 1980." John Defore, escrevendo para o The Hollywood Reporter, escreveu que "a fotografia pode estar faltando alguma coisa que o tornaria enorme nos cinemas", mas que é divertido no stream da Amazon de qualquer maneira e elogiou a atuação de Chris Pratt.  O IGN descreveu o filme como "Ficção científica extremamente estúpida", e afirmou ainda que Chris Pratt se debate no filme de guerra de viagem no tempo extremamente estúpido.
Martin Thomas do Double Toasted sentiu que enquanto o filme teve sucesso em lidar com as situações do personagem, ele acrescentou que todo o terceiro ato tornou-se completamente cômico e interrompeu o tom do filme. Ele observou ainda que o filme era uma "cópia" de  Independence Day e pegou emprestado muitas batidas semelhantes. Por coincidência, ele deu uma olhada em um livro chamado The Forever War, que também tinha uma premissa muito semelhante, apesar de o filme não ser baseado nisso.